# Entidad de ámbito territorial inferior al municipio

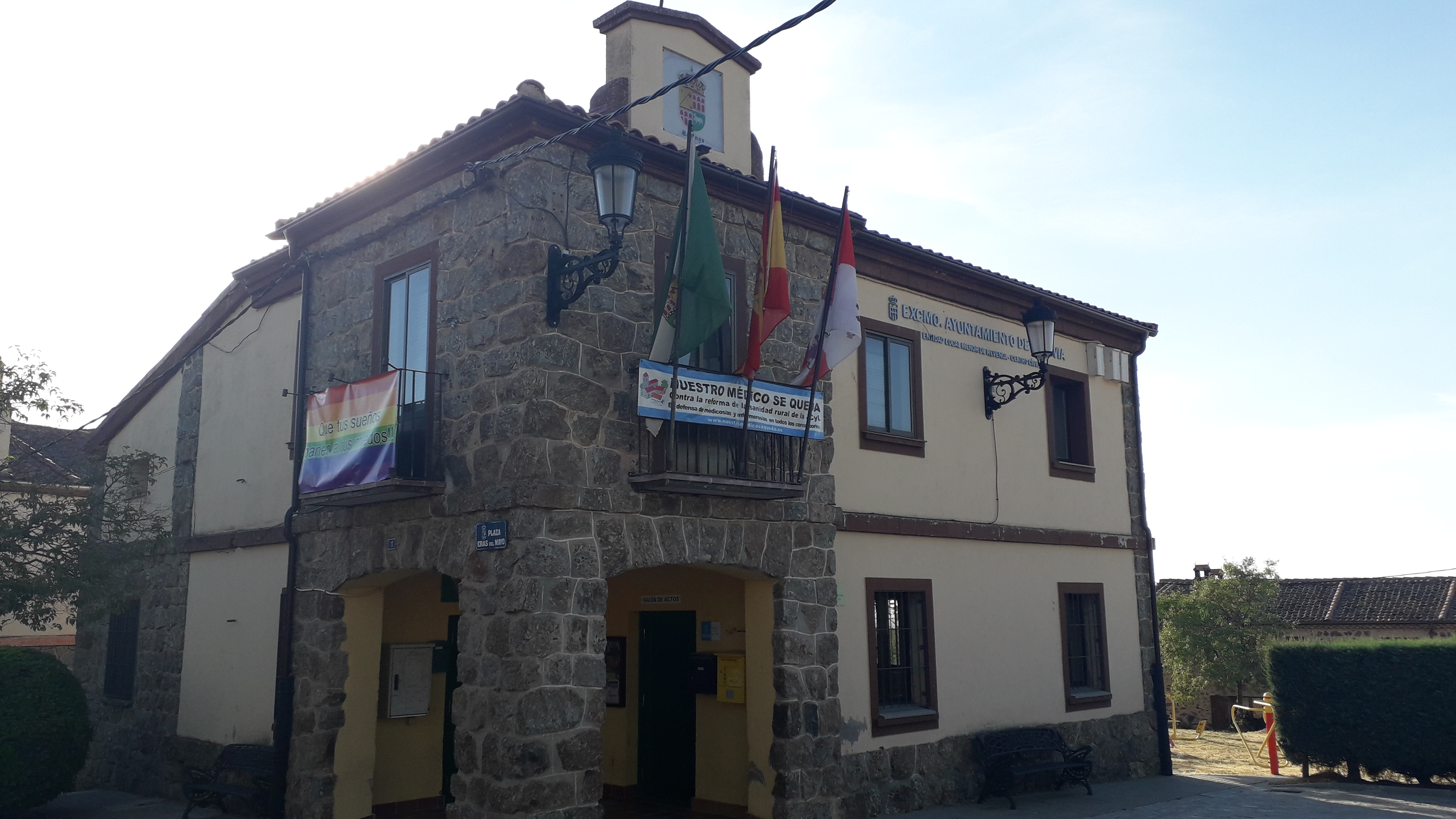
Sede de la EATIM de Revenga, dependiente del municipio de Segovia

Una entidad de ámbito territorial inferior al municipio (EATIM) es una unidad administrativa, de carácter local, con carácter inframunicipal. También son conocidas como entidades locales menores, instituciones de las que proceden.

## Constitución
Para su constitución hace falta la existencia de uno o varios núcleos de población separados de la capital municipal, en la cual se localiza el ayuntamiento. Su creación puede ser solicitada por los vecinos de aquellos, siendo necesaria mayoría simple.

## Competencias
Las EATIM están regidas por un alcalde pedáneo y una junta vecinal o en concejo abierto. Pueden tener las siguientes competencias: construcción, conservación y reparación de fuentes, lavaderos y abrevaderos, vigilancia de caminos rurales, montes, fuentes y ríos, administración y conservación del patrimonio, regulación del aprovechamiento de sus bienes comunales, ejecución de obras o prestación de servicios de competencia municipal. Con base en denominaciones tradiciones en el Principado de Asturias las entidades locales menores se denominan oficialmente parroquias rurales desde 1986 y están actualmente regidas por un presidente y una Junta de Parroquia. Reservando esta comunidad autónoma la denominación alcalde pedáneo para otros cometidos.

## Comunidades autónomas
Algunas comunidades autónomas de España han desarrollado legislativamente la organización submunicipal en sus respectivos territorios dando a las EATIM otras denominaciones como las de entidad local menor (Aragón, Castilla-La Mancha, Castilla y León Galicia y Comunidad Valenciana), entidad local autónoma (Andalucía), entidad municipal descentralizada (Cataluña), junta vecinal (Cantabria) o parroquia rural (Principado de Asturias).
Actualmente existen 3678 entidades de ámbito territorial inferior al municipio en España. Las provincias con mayor número de ellas son León con 1226, Burgos con 643, Cantabria con 515, Navarra con 344 y Álava con 335. No existe ninguna en las de La Coruña, Lugo, Murcia, Las Palmas y Santa Cruz de Tenerife, ni en las ciudades autónomas de Ceuta y Melilla.
Actualmente, y desde la entrada en vigor de la ley 27/2013, de 27 de diciembre, de racionalización y sostenibilidad de la Administración Local, estas entidades de ámbito territorial inferior al municipio tienen un régimen transicional en el que el Legislador parece avanzar hacia su disolución y progresiva desaparición.
No obstante, todas las EATIM existentes a la entrada de la mencionada ley 27/2013, mantuvieron su personalidad jurídica y la condición de Entidad Local siempre que hubieran presentado sus cuentas antes del año 2015, y en caso contrario entraron en causa de disolución aunque siempre acordada por la comunidad autónoma a la que pertenecen.
No obstante, e incluso disueltas, podrían mantenerse como forma de organización desconcentrada del municipio dado que, además, el Ayuntamiento al que pertenecen quedó subrogado en todos sus derechos y obligaciones según la previsión legal.